# Unidad Popular (Grecia)
Unidad Popular (en griego: Λαϊκή Ενότητα, Laikí Enótita, abreviado LAE) es un partido político de Grecia, fundado el 21 de agosto de 2015 por 25 exmiembros de Syriza pertenecientes al Consejo de los Helenos, como resultado del desacuerdo de estos parlamentarios con un tercer «programa de rescate» acordado con la Comisión Europea, el BCE y el MEDE por el gobierno del primer ministro Alexis Tsipras en el marco de la crisis de la deuda soberana. Tras su fundación, se convirtió inmediatamente en el tercer partido con mayor presencia en el Parlamento. El 2 de septiembre, el hasta entonces eurodiputado de Syriza Nikolaos Chountis se unió al partido.
Está liderado por el eurodiputado Níkos Chountís desde 2019.
El partido participó en las elecciones parlamentarias de septiembre de 2015. Tres días antes de los comicios recibió el apoyo del exministro de Finanzas Yanis Varoufakis. Obtuvo  155.242 votos, el 2,86 % y quedó a pocas décimas del 3 % necesario para tener representación parlamentaria.

## Ideología
El partido está a favor de la retirada griega de la zona euro (Grexit) y de restablecer la  dracma como moneda nacional de Grecia. Según Stathis Kouvelakis, exmiembro del Comité Central de Syriza y miembro fundador de la Unidad Popular, el nuevo partido trabajará para "una lucha internacionalista unitaria en torno a objetivos comunes a nivel europeo e internacional y apoyará salir de la OTAN, rompiendo los acuerdos existentes entre Grecia e Israel".
El nombre del partido se inspira en la Unidad Popular, coalición política chilena liderada por Salvador Allende.

## Resultados electorales

### Consejo de los Helenos
| Elecciones | # de votos | % de votos | Escaños | +/- | Posición           |
| ---------- | ---------- | ---------- | ------- | --- | ------------------ |
| Sep. 2015  | 155.242    | 2,86%      | 0/300   |     | Extraparlamentario |
| 2019       | 15.930     | 0,28%      | 0/300   |     | Extraparlamentario |